# Signoretia carinata
Signoretia carinata är en insektsart som beskrevs av Baker 1923. Signoretia carinata ingår i släktet Signoretia och familjen dvärgstritar. Inga underarter finns listade i Catalogue of Life.